# 曹洪兴
曹洪兴（1941年—），安徽全椒人，汉族，中华人民共和国政治人物、第十一届全国人民代表大会贵州地区代表。
毕业于安徽工学院三系汽车运用与修理专业，是中共党员。担任贵州省委副书记，省纪委书记。2008年起担任全国人大代表。